# Zahn McClarnon

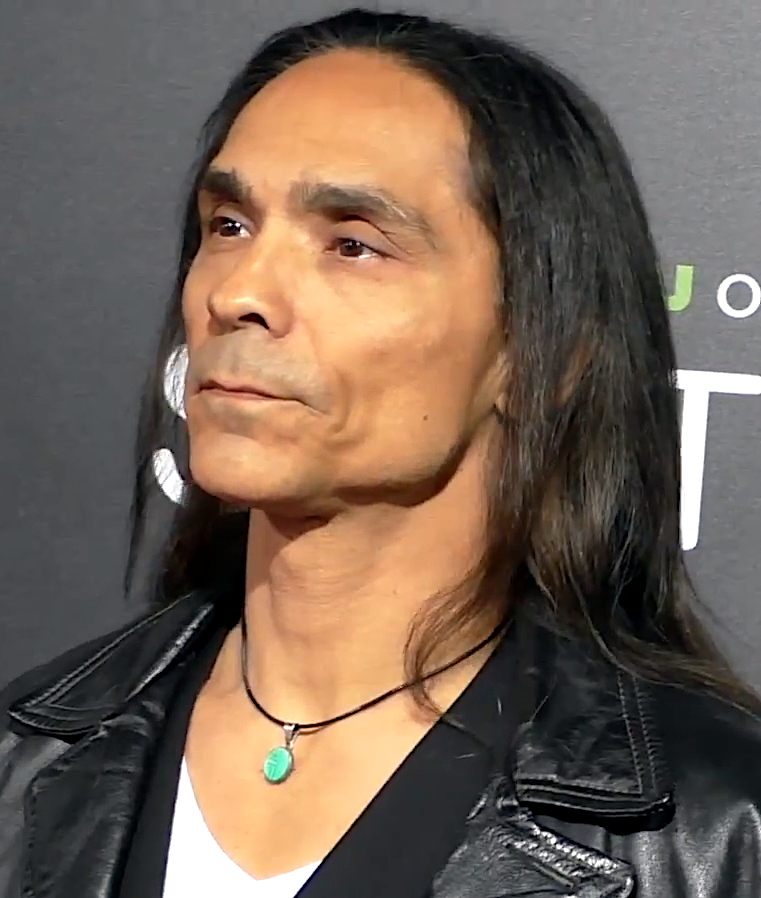
Zahn McClarnon (2016)

Zahn Tokiya-ku McClarnon (* 24. Oktober 1966 in Denver, Colorado) ist ein US-amerikanischer Schauspieler. Bekannt wurde er insbesondere durch seine Rollen in den Fernsehserien Longmire, Fargo und Dark Winds.

## Leben
McClarnon wurde 1966 als Sohn einer amerikanischen Ureinwohnerin vom Stamm der Hunkpapa und eines irischen Vaters geboren. Seine Mutter lebte in der Rosebud Indian Reservation. Er selbst wuchs zunächst in Nebraska und South Dakota sowie später unter der Obhut seiner Großeltern in der Nähe von Browning, im Glacier-Nationalpark in Montana, auf.
Erste Erfahrungen sammelte McClarnon bei Theaterauftritten und mit Engagements für Werbespots. Anfang der 1990er Jahre zog er von Omaha nach Los Angeles und erhielt kurz darauf erste Rollen in Film- und Fernsehproduktionen.
Wie auch seine Mutter und sein älterer Bruder war McClarnon langjähriger Alkoholiker, was er aber nach einem Entzug überwinden konnte. Im Jahr 2002 berichtete er in Angelique Midthunders Dokumentarfilm Need 4 Speed über seine Alkohol- und Drogensucht.
Im Jahr 2012 erhielt er die Rolle des Officer Mathias in der Krimiserie Longmire. Noch größere Bekanntheit erreichte er 2015 durch die Rolle des Hanzee Dent in der Fernsehserie Fargo.
In der Serie Dark Winds, die auf den Romanen von Tony Hillerman basiert, spielt  McClarnon die Rolle des Joe Leaphorn, einem Polizisten der Navajo Nation Reservation.

## Filmografie (Auswahl)
- 1992: Tequila und Bonetti (Tequila and Bonetti, Fernsehserie, 1 Episode)
- 1992: Baywatch – Die Rettungsschwimmer von Malibu (Baywatch, Fernsehserie, 1 Episode)
- 1992: Lakota Moon (Fernsehfilm)
- 1993: Cooperstown – Auf den Straßen der Erinnerung (Cooperstown, Fernsehfilm)
- 1993–1997: Dr. Quinn – Ärztin aus Leidenschaft (Dr. Quinn, Medicine Woman, Fernsehserie, 5 Episoden)
- 1994: Stummer Schrei (Silent Fall)
- 1996: Grand Avenue (Fernsehfilm)
- 1996: Crazy Horse – Der stolze Krieger (Crazy Horse, Fernsehfilm)
- 1996–1997: Dangerous Minds – Eine Klasse für sich (Dangerous Minds, Fernsehserie, 3 Episoden)
- 1997: Dusting Cliff 7
- 1997: Chicago Hope – Endstation Hoffnung (Chicago Hope, Fernsehserie, 1 Episode)
- 1997: New York Cops – NYPD Blue (NYPD Blue, Fernsehserie, 1 Episode)
- 1998: A Town Has Turned to Dust (Fernsehfilm)
- 2001: MacArthur Park
- 2002: Skins
- 2002: Spirit – Der wilde Mustang (Spirit – Stallion of the Cimarron, Stimme)
- 2003: Projekt Momentum (Momentum, Fernsehfilm)
- 2003: Blood and Roses
- 2005: Into the West – In den Westen (Into the West, Miniserie, 3 Episoden)
- 2006: The Quest – Das Geheimnis der Königskammer (The Librarian – Return to King Solomon’s Mines, Fernsehfilm)
- 2007: Searchers 2.0
- 2008: Comanche Moon (Miniserie, 1 Episode)
- 2009: Not Forgotten – Du sollst nicht vergessen (Not Forgotten)
- 2009: Repo Chick
- 2009: Down for Life
- 2011–2012: Ringer (Fernsehserie, 8 Episoden)
- 2011: The Legend of Hell’s Gate: An American Conspiracy
- 2011: Yellow Rock
- 2012–2017: Longmire (Fernsehserie, 29 Episoden)
- 2012: Resolution
- 2013: The Cherokee Word for Water
- 2013: Big Thunder (Fernsehfilm)
- 2013: Awful Nice
- 2013: Halfway to Hell
- 2013: Bloodline
- 2013: I’m in Love with a Church Girl
- 2014: The Red Road (Fernsehserie, 4 Episoden)
- 2014: Strike One
- 2015: Mekko
- 2015: Bone Tomahawk
- 2015: Fargo (Fernsehserie, 9 Episoden)
- 2016: Frontier (Fernsehserie, 2 Episoden)
- 2017–2019: The Son (Fernsehserie, 20 Episoden)
- 2017: Braven
- 2018, 2022: Westworld (Fernsehserie, 8 Episoden)
- 2018: Queen of the South (Fernsehserie, 4 Episoden)
- 2019: Doctor Sleeps Erwachen (Doctor Sleep)
- 2019: Hell on the Border
- 2019: Togo
- 2020: Barkskins – Aus hartem Holz (Barkskins, Fernsehserie, 8 Episoden)
- 2020: Tod in den Wäldern (The Silencing)
- 2020: Bad Dad
- 2021: The Forever Purge
- 2021–2023: Reservation Dogs (Fernsehserie, 12 Episoden)
- 2021: Hawkeye (Fernsehserie, Episode 1x03)
- 2022: The Last Manhunt
- 2022–: Dark Winds (Fernsehserie, 12+ Episoden)
- 2023: History of the World: Part II (Fernsehserie, 3 Episoden)
- 2023: Americana
- 2023: No Hard Feelings
- 2024: Echo (Fernsehserie, 3 Episoden)